# 查干朝鲁
查干朝鲁（1936年—），蒙古族，内蒙古达拉特旗人，中国舞蹈家，中国舞蹈家协会原副主席、顾问。